# Công quốc Persiceto
Công quốc Persiceto bên trong Vương quốc Lombardia được tạo ra trên lãnh thổ do Vua Liutprand đoạt lấy từ tay Đế quốc Đông La Mã vào năm 728. Công quốc này bao gồm pagi ("bá quốc"): Monteveglio ở phía nam Via Aemilia và Persiceto ở phía bắc. Pagus của Persiceto và toàn bộ công quốc được đặt tên theo pháo đài chính Castrum Persiceta. Tại vùng này vào năm 752, Vua Aistulf đã cấp đất cho anh rể Anselm của mình dùng để xây cất một tu viện gọi là Nonantola. Các vị công tước xứ Persiceto đều là những người bảo trợ ban đầu của Nonantola, và cùng với các đời vua Lombardia đã ban cho nó những vùng đất rộng lớn có diện tích khoảng 400 km2. Persiceto và Nonantola tạo thành một bức tường thành chung chống lại đất Ý thuộc Đông La Mã, mà Liutprand không cố gắng chiếm đóng nữa.
Vị công tước sớm nhất được ghi nhận là một người Friuli tên gọi Ursus I vào khoảng năm 750. Con trai của ông là John lên làm công tước từ năm 772 đến 776, dưới thời kỳ người Frank chinh phục được vương quốc này. Con trai của John là Ursus II khi còn nhỏ được gửi đến Nonantola, phải cạo đầu làm tu sĩ và vào năm 789, ông đã trao lại tất cả tài sản trần thế của mình cho tu viện mà cha ông từng ban tặng rất nhiều. Khu đất này về sau đem cho người dân thị trấn thuê lại và làm cơ sở cho một dạng hợp tác xã nông nghiệp mang tên Partecipanza. Dưới thời người Frank, công quốc biến thành pagus nằm dưới quyền cai trị của gastald, sau cùng gắn liền với Modena và cuối cùng, vào năm 908, thuộc về Bologna.